# Planaltomuisspecht
De planaltomuisspecht (Dendrocolaptes platyrostris) is een zangvogel uit de onderfamilie der muisspechten.

## Uiterlijk
De kop van de vogel is donkergrijs tot zwart met beige strepen. De lichte keel heeft donkere strepen. De snavel is zwart gekleurd. De rug van de vogel is olijfgroen/bruin van kleur. De staartveren zijn een paar tinten donkerder dan de veren op de rug. De geelbruine poten hebben klauwen met scherpe donkere nagels. Hiermee kan de vogel, net zoals spechten en boomkruipers, zich eenvoudig aan boomstammen en takken vasthouden, omhoog lopen en zelfs ondersteboven hangen.

## Verspreidingen en leefgebied
Deze muisspecht komt voor in Argentinië, Brazilië en in Paraguay. Er zijn twee ondersoorten:
- D. p. intermedius: van noordoostelijk Brazilië tot noordoostelijk Paraguay.
- D. p. platyrostris: van zuidoostelijk Brazilië tot oostelijk Paraguay en noordoostelijk Argentinië.

Deze vogel wordt voornamelijk aangetroffen in tropisch en subtropisch vochtig regenwoud in zowel laagland als in heuvel- en bergland tot op 1300 m (zelden tot 2100 m) en ook in plantages.

## Voedsel
De vogel voedt zich voornamelijk met mieren aangevuld met insecten zoals kevers en spinnen. Deze zoekt hij veelal op de schors van bomen waar hij ze met zijn lange sterke snavel soms uit hakt.

## Voortplanting
Als nest wordt een ongeveer 40 tot 60 centimeter diepe boomholte gebruikt op een hoogte 3 tot 7 meter boven de grond. De holtes welke ze gebruiken zijn bestaande holtes en worden niet zelf gemaakt. Hierin legt het vrouwtje 3 tot 4 witte eieren welke door zowel het mannetje als vrouwtje worden uitgebroed. Na een broedtijd van 14 tot 16 dagen komen de eieren uit. Na 6 tot 7 dagen openen de kuikens voor het eerst hun ogen. Na 16 tot 18 dagen verlaten de jongen vervolgens hun nest. De broedtijd voor deze soort is van de maanden september tot en met februari.

## Status
De grootte van de populatie is niet gekwantificeerd maar de soort wordt omschreven als vrij algemeen. Op de Rode lijst van de IUCN heeft deze soort de status niet bedreigd.

## Afbeeldingen

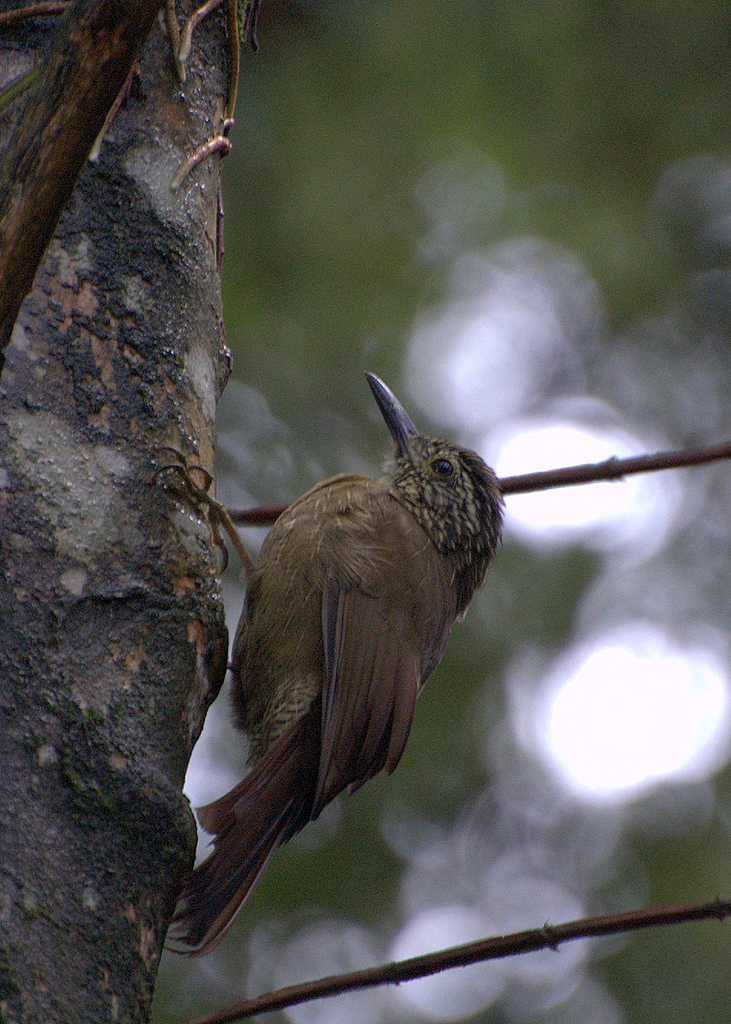
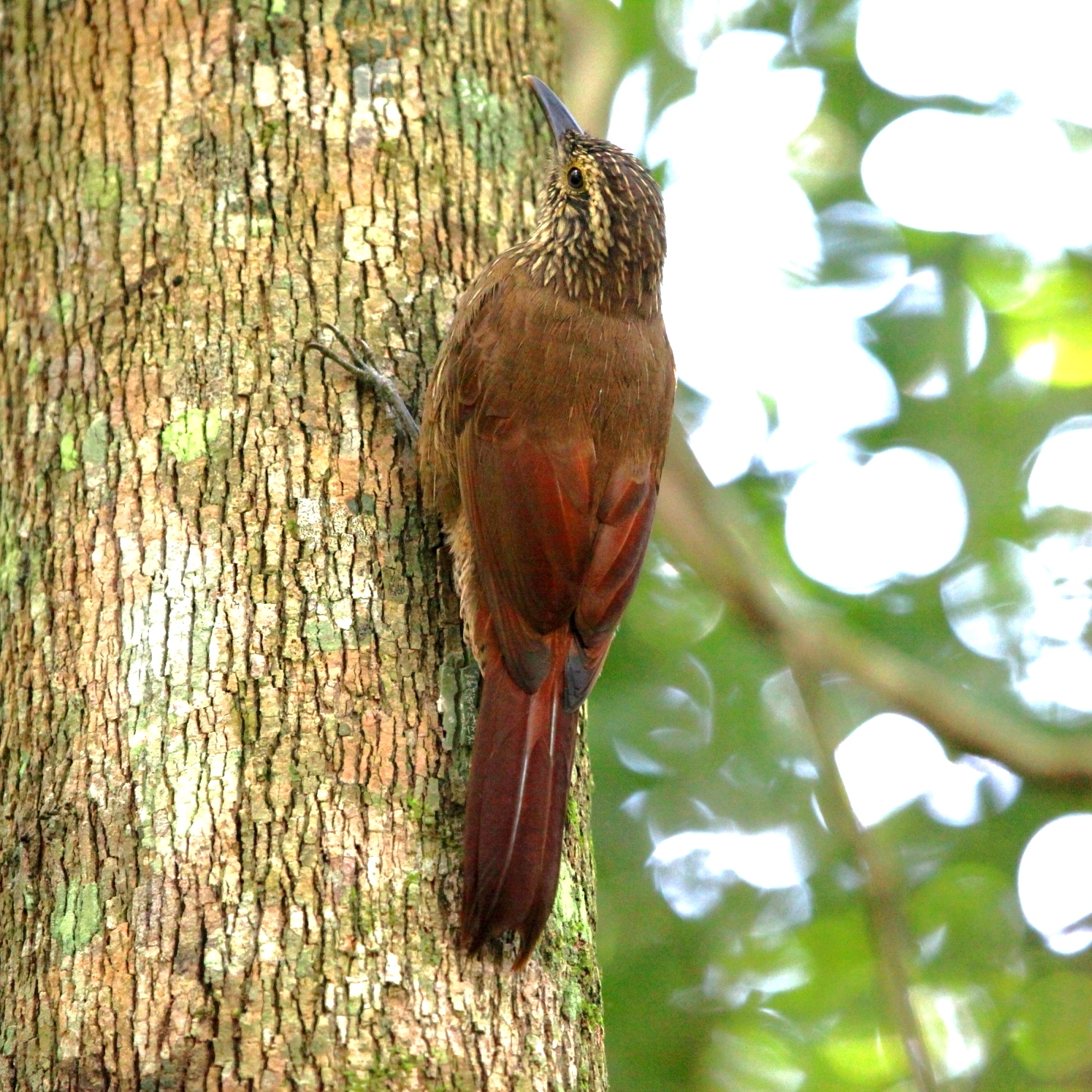